# Financial District (San Francisco)
Pour les articles homonymes, voir Financial District.
Le Financial District est le quartier d'affaires de la ville américaine de San Francisco, en Californie.

## Géographie
Le quartier est délimité par un groupe de gratte-ciel situé entre Grant Street, à l'est du district commercial d'Union Square, Sacramento Street et Columbus Street, le sud de Chinatown et de North Beach, et l'Embarcadero qui longe la baie. Les tours les plus hautes de la ville s'y dressent, notamment la tour Bank of America et la Transamerica Pyramid. Il abrite les sièges sociaux de Wells Fargo Charles Schwab Corporation, Visa, McKesson, Pacific Gas and Electric Company ou encore Gap.
On trouve dans les sous-sols du Financial District plusieurs dizaines d'épaves des bateaux utilisés par les forty-niners pour rallier la ville lors de la ruée vers l'or,,, car les fondations du quartier reposent sur les anciens docks, comblés pour gagner de l'espace constructible.

## Histoire
Longtemps considéré comme le centre financier principal de la côte ouest des États-Unis, il a cependant été éclipsé progressivement depuis le tremblement de terre de 1906 par Los Angeles, et, à partir des années 1990, par Silicon Valley un peu plus au sud, devenue un pôle majeur de capital risque. Le Financial District reste cependant le siège de nombreuses institutions financières américaines, notamment Charles Schwab ou Wells Fargo.
Bank of America avait autrefois son quartier général au 555 California Street, entre les rues de Kearny et Montgomery, avant son rachat par NationsBank, une institution basée à Charlotte, en  Caroline du Nord.

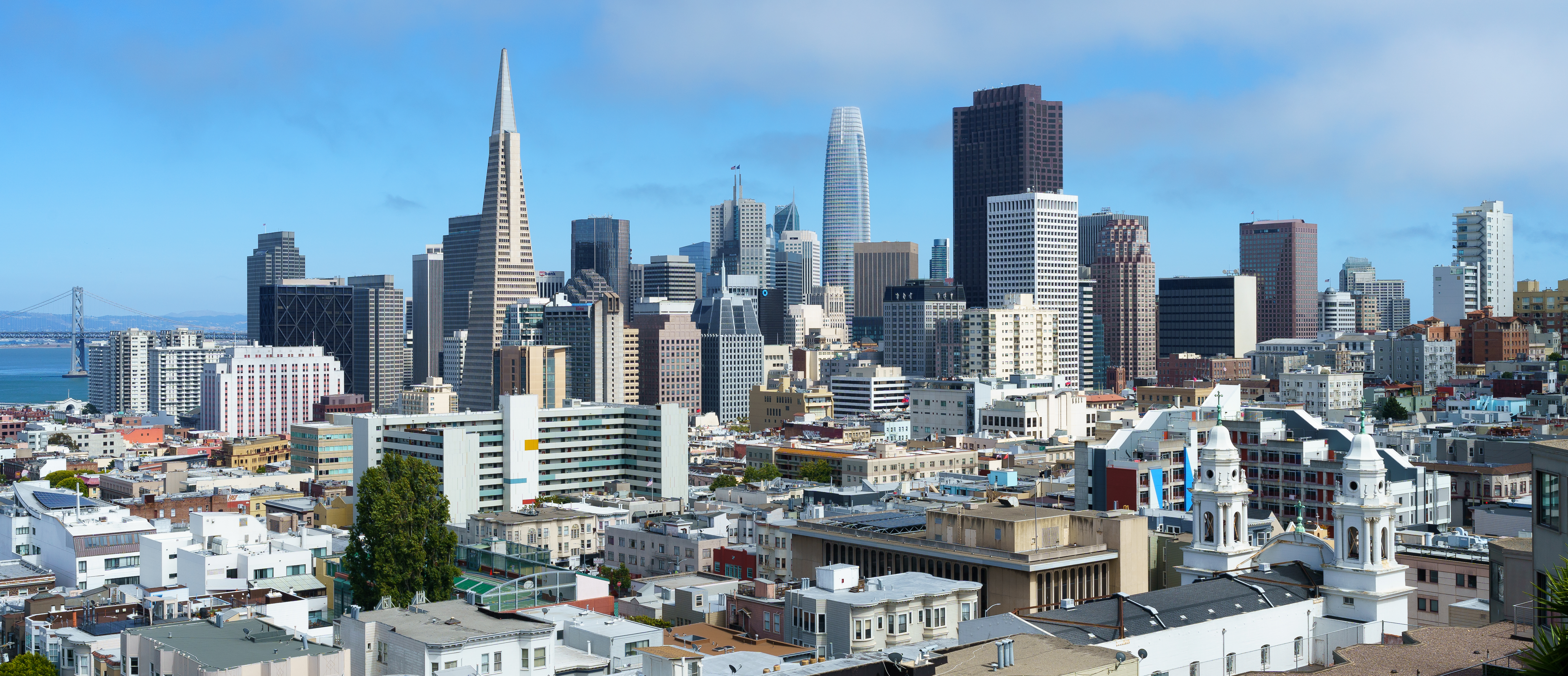
Le Financial District de San Francisco vu depuis Russian Hill.